# Nophis flavus
Nophis flavus är en insektsart som beskrevs av Hölzel 1972. Nophis flavus ingår i släktet Nophis och familjen myrlejonsländor. Inga underarter finns listade i Catalogue of Life.